# Gliese 105
Gliese 105 (HR 753) – gwiazda w gwiazdozbiorze Wieloryba, znajdująca się w odległości 23,6 roku świetlnego od Słońca.

## Charakterystyka
Jest to gwiazda potrójna, którą tworzą jaśniejszy pomarańczowy karzeł typu widmowego K3 i dwa czerwone karły, gwiazdy reprezentujące typ widmowy M. Wszystkie składniki świecą słabiej i mają niższe temperatury niż Słońce. Główna gwiazda jest dostatecznie jasna, aby być widoczna gołym okiem w ciemnym miejscu; znajduje się w północnej części gwiazdozbioru Wieloryba.
Gliese 105 A ma jasność około 21% jasności Słońca, masę około 81% masy Słońca, mają i promień równy około 85% promienia Słońca.
W odległości kątowej 164,2 sekundy kątowej (pomiar z 2019 r.) znajduje się drugi składnik systemu. Gwiazda zmienna oznaczona BX Ceti została odkryta przez Adriaana van Maanena, jej ruch własny wskazuje na związek z Gliese 105 A. Jest to gwiazda typu BY Draconis, o masie 21% masy Słońca i tysiąc razy mniejszej jasności. Jej aktywność chromosferyczna i koronalna jest uznawana za nietypowo niską.
Gwiazda ma też bliższą towarzyszkę, wykrytą spektroskopowo w 1937, a zaobserwowaną dopiero w 1994 roku. Ten składnik jest bardzo słabą gwiazdą, o masie ok. 8,2% masy Słońca, blisko teoretycznej dolnej granicy masy gwiazd. Okrąża ona główny składnik po ekscentrycznej orbicie (e=0,75) w średniej odległości 15 au. Nie są znane żadne planety w tym układzie.